# مكيافيلية

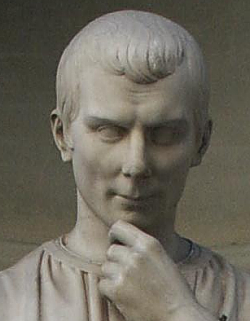
نيكولو مكيافلّي

الماكيافيلية (أو الماكيافلية) تُعرّف على نطاق واسع بأنها الفلسفة السياسية للدبلوماسي الإيطالي في عصر النهضة نيكولو مكيافيلي، وترتبط عادةً بمدرسة الواقعية في العلاقات الدولية والسياسة الداخلية، وبالرأي القائل إن من يتولّون الحكم يجب أن يقدّموا استقرار النظام على الاعتبارات الأخلاقية. لا يوجد إجماع أكاديمي حول الطبيعة الدقيقة لفلسفة مكيافيلي، أو ما كانت نواياه من وراء كتاباته. ظهرت كلمة "Machiavellianism" لأول مرة في اللغة الإنجليزية عام 1607، نتيجة لشهرة مكيافيلي، وغالبًا ما أصبحت مرادفًا للسياسة القذرة أو غير الأخلاقية.

## نظرة عامة

### الأمير
بعد نفيه من الحياة السياسية عام 1512، لجأ مكيافيلي إلى الكتابة، ما أدى إلى نشر أشهر أعماله، وهو الأمير. أصبح هذا الكتاب سيئ السمعة لتوصياته للحكام المطلقين بأن يكونوا مستعدين للتصرف بطرق غير أخلاقية، مثل استخدام الخداع والخيانة، والتخلص من الخصوم السياسيين، واستخدام الخوف كوسيلة للسيطرة على الرعية. وقد أشار العديد إلى أن الفكرة الرئيسية في هذا العمل هي أن الاستحواذ على الدولة والحفاظ عليها يتطلب استخدام وسائل شريرة. نتيجة لذلك، أصبح مصطلح "ماكيافيلي" يستخدم لاحقًا لوصف نوع من السياسة "يتميّز بالدهاء والخداع وسوء النية".

### الجمهورية وأفكار أخرى
بالرغم من أن شهرة مكيافيلي جاءت من أعماله حول الإمارات، فإن كتابه الرئيسي الآخر، الخطابات حول ليفي، ركّز أساسًا على الجمهورية وتقديم توصيات لحكم جمهوري منظم. أشار مكيافيلي إلى أن الجمهوريات الحرة لديها هياكل قوة أفضل من الإمارات، كما أوضح مزايا الحكم الجمهوري مقارنة بالحكم الفردي. ومع ذلك، فإن بعض تصريحاته المثيرة للجدل حول السياسة تظهر حتى في هذه الأعمال.
على سبيل المثال، يرى مكيافيلي أن وسائل استثنائية كالعنف يمكن استخدامها لإعادة تنظيم مدينة فاسدة. في موضع آخر، يمتدح رومولوس، الذي قتل شقيقه وشريكه في الحكم لكي ينفرد بالسلطة ويؤسس مدينة روما. في بعض المقاطع، يظهر كمستشار للطغاة.
يجادل بعض الباحثين بأن هدف مكيافيلي من الجمهورية لا يختلف كثيرًا عن هدفه من الإمارة، إذ يعتمد كلاهما على وسائل قاسية لتوسيع النفوذ.
في فقرة مشهورة من الأمير، يعارض مكيافيلي نصيحة شيشرون التي ترفض الخداع والعنف، قائلاً إن على الأمير أن يكون "ثعلبًا لتجنب الفخاخ، وأسدًا لتخويف الذئاب".
نظرًا للدور الكبير الذي تلعبه القسوة والخداع في سياسته، فلا عجب أن قضايا مثل القتل والخيانة تظهر باستمرار.
مفهوم مكيافيلي الخاص بالفضيلة، الذي يسميه "virtù"، يُعتبر أصيلًا ويختلف عن المفاهيم التقليدية عند الفلاسفة السياسيين الآخرين. "Virtù" تعني أي صفة تساعد الحاكم على الحفاظ على دولته، بما في ذلك الاستعداد لفعل الشر عند الضرورة.
بسبب تحليل "الأمير" المثير للجدل، حظرته الكنيسة الكاثوليكية في عام 1559 وأدرجته ضمن قائمة الكتب المحرمة كشاف الكتب المحرمة.
انتقد مكيافيلي الفكر المسيحي والكتابي التقليدي لأنه كان يُعلي من شأن التواضع والأمور الأخروية، مما جعله يرى أن الإيطاليين "ضعفاء وأنثويين". وبالرغم من الجدل حول ديانته، يُعتقد أنه كان يحتقر المسيحية المعاصرة.
لاحظ الباحثون أن مكيافيلي قدم إطارًا لبناء الدولة مصممًا خصيصًا لضمان استقرار الحكومات. وقد استبعد في كثير من الأحيان العقائد التقليدية لصالح نهج أصيل في الحكم. كان يركّز عادةً على الأحداث القصوى في التاريخ، مثل نشوء المجتمعات والحكومات.
شدد مكيافيلي على أصالة مشروعه، ورأى الكثير من الدارسين أنه يتجاهل أسلافه الفكريين بشكل ملحوظ. وصفه البعض بأنه مؤسس الفلسفة الحديثة، رغم أن كل المفكرين يتفاعلون بشكل أو بآخر مع من سبقوهم. ورغم أنه درس الإنسانيين القدامى، إلا أنه نادرًا ما استشهد بهم، فعلى سبيل المثال لم يذكر شيشرون في "الأمير"، وذكره ثلاث مرات فقط في "الخطابات".
دعا مكيافيلي جميع الحكومات للتركيز على تأسيس الدول، وكانت نصائحه تهدف إلى ضمان استقرار وطول عمر النظام السياسي الذي يتحدث عنه.

### استقبال فكر مكيافيلي
معاداة الماكيافيلية
في أواخر ثلاثينيات القرن السادس عشر، وبعد نشر "الأمير"، اعتُبر فكر مكيافيلي أيديولوجيا غير أخلاقية أفسدت السياسة الأوروبية. قرأ ريجينالد بول هذا الكتاب في إيطاليا وعلّق عليه قائلاً: "وجدت هذا النوع من الكتب كأنه كُتب من قِبل عدو للجنس البشري. إنه يشرح كل وسيلة يمكن من خلالها تدمير الدين، والعدالة، وأي ميل نحو الفضيلة".
تلقّى كتّاب أوروبيون آخرون أعمال مكيافيلي بنفس الازدراء، خاصة في إنجلترا الإليزابيثية، حيث دمج ويليام شكسبير وكريستوفر مارلو أفكارهما في بعض أعمالهما. فشخصية ريتشارد الثالث عند شكسبير تشير إلى مكيافيلي في مسرحية هنري السادس، الجزء الثالث، بوصفه "ماكيافيل القاتل".
الكتاب المضاد لماكيافيلي هو مقال من القرن الثامن عشر كتبه فريدريك العظيم، ملك بروسيا، وراعٍ لفولتير، كرد على "الأمير". وقد نُشر لأول مرة في سبتمبر 1740، بعد أشهر قليلة من توليه الحكم. اعتبر ديني ديدرو، الفيلسوف الفرنسي، الماكيافيلية "نوعًا بغيضًا من السياسة" و"فن الاستبداد".

## علم النفس
في مجال علم نفس الشخصية، يُشير مصطلح "الماكيافيلية" (وغالبًا يُختصر إلى MACH) إلى مفهوم مختلف: سمة شخصية تتميز بالتلاعب، واللامبالاة بالأخلاق، وانعدام التعاطف، والتركيز النفعي البارد على المصلحة الذاتية.